# Buried Alive (canción de Avenged Sevenfold)
«Buried Alive» es el cuarto sencillo del álbum Nightmare de la banda Americana de metal Avenged Sevenfold. Al igual que muchas canciones del álbum, a pesar de tener algo de heavy metal, esta canción está acreditada por muchos fanes como una balada.
En septiembre de 2011, la banda anunció para un videoclip. Intentaron que Rob Zombie dirigiera el vídeo, pero este se negó debido a que estaba centrado en otro proyecto.
La banda no anuncio ningún otro plan para el vídeo. 
El sencillo fue lanzado el 20 de septiembre de 2011, aunque el vídeo con la letra fue lanzado el 17 de julio de 2010 en el canal oficial de Avenged Sevenfold en Youtube. 
El "Buried Alive Tour" (tour de promoción del álbum Nightmare) se debe su nombre a esa canción. 

## Integrantes
- M. Shadows - Vocal
- Synyster Gates - Guitarrista líder
- Zacky Vengeance - Guitarra rítmica
- Johnny Christ - Bajo

### Músicos adicionales
- Mike Portnoy - Batería
- The Rev - Batería
- Stevie Blackie

## Listas
| (2011–12)                        | Posición |
| -------------------------------- | -------- |
| US Rock Songs (Billboard)        | 10       |
| US Alternative Songs (Billboard) | 26       |